# Спаржа индерская
Спаржа индерская (лат. Asparagus inderiensis) — вид травянистых растений рода Спаржа (Asparagus) семейства Спаржевые (Asparagaceae).

## Ботаническое описание
Многолетние травянистые растения. Корневище ползучее, 6—7 мм толщиной, усаженное на нижней стороне толстыми шнуровидными мочками. Стебли в числе нескольких, прямостоячие, в нижней части деревянистые и покрытые беловато-плёнчатой, отслаивающейся узкими продольными полосками, корой, в остальной части голые, серовато-зелёные, тупо-угловатые, раскидисто-ветвистые, 40—100 см высотой.
Чешуевидные листья, находящиеся при основании ветвей и кладодиев, беловато-плёнчатые, треугольные, острые. Кладодии нитевидные, толстоватые и крепкие около 1 мм толщиной (¾—1¼ мм), более или менее изогнутые или отчасти прямые, мелко-ребристые, в поперечном разрезе почти округлые или немного сжатые (овальные), собранные в нижней части ветвей обыкновенно по 6, в верхних же — по 2—4 пучками или одиночные; они в пучке резко неодинаковой длины: от 0,5 до 4,5 см длиной.
Цветки колокольчатые, беловатые, на цветоножках почти равных им или немного длиннее, с сочленением повыше середины, выходящих обыкновенно попарно из пазух чешуевидных листьев. Околоцветник мужских цветков 5—6 мм длиной, с тупыми долями; тычинки на ¼ короче его, с пыльниками немного короче нитей. Ягода шаровидная, красная, около 7 мм в поперечнике.

## Распространение и экология
Юг Восточной Европы, север Средней Азии. Обитает в пустынно-степной области, на песчаной почве, нередко среди кустарников.